# Barby, Ardennes
Barby är en kommun i departementet Ardennes i regionen Grand Est (tidigare regionen Champagne-Ardenne) i nordöstra Frankrike. Kommunen ligger  i kantonen Rethel som ligger i arrondissementet Rethel. År 2022 hade Barby 388 invånare.

## Befolkningsutveckling
Antalet invånare i kommunen Barby
Referens: INSEE